# Copa Asobal 2009
La XX edición de la Copa Asobal se celebró entre el 19 y el 20 de diciembre de 2009, en el Pabellón Vista Alegre de Córdoba.
En ella participaron los cuatro primeros equipos de la Liga ASOBAL 2008-09 (ya que el anfitrión no es de esta división), y fueron el BM Ciudad Real, el FC Barcelona, el Pevafersa Valladolid y el Reyno de Navarra San Antonio.
Este campeonato se jugó con la fórmula de eliminación directa (a partido único en semifinales y final), y el emparejamiento de las semifinales se estableció por sorteo puro. El Barcelona Borges se proclamó campeón y obtuvo así una plaza para disputar la Champions League.

## Eliminatorias
|  | Semifinales                  | Semifinales                  | Semifinales    |                |                     | Final               | Final | Final |  |
|  |                              |                              |                |                |                     |                     |       |       |  |
|  |                              |                              |                |                |                     |                     |       |       |  |
|  | Reyno de Navarra San Antonio | Reyno de Navarra San Antonio | 28             |                |                     |                     |       |       |  |
|  | Reyno de Navarra San Antonio | Reyno de Navarra San Antonio | 28             |                |                     |                     |       |       |  |
|  | FC Barcelona Borges          | FC Barcelona Borges          | 32             |                |                     |                     |       |       |  |
|  | FC Barcelona Borges          | FC Barcelona Borges          | 32             |                | FC Barcelona Borges | FC Barcelona Borges | 34    |       |  |
|  |                              |                              |                |                | FC Barcelona Borges | FC Barcelona Borges | 34    |       |  |
|  |                              |                              | BM Ciudad Real | BM Ciudad Real | 33                  |                     |       |       |  |
|  | BM Ciudad Real               | BM Ciudad Real               | BM Ciudad Real | BM Ciudad Real | 33                  | 29                  |       |       |  |
|  | BM Ciudad Real               | BM Ciudad Real               |                |                |                     | 29                  |       |       |  |
|  | Pevafersa Valladolid         | Pevafersa Valladolid         | 24             |                |                     |                     |       |       |  |
|  | Pevafersa Valladolid         | Pevafersa Valladolid         | 24             |                |                     |                     |       |       |  |
|  |                              |                              |                |                |                     |                     |       |       |  |

| Cataluña                        |
| Campeón FC Barcelona 6.º título |